# Catogenus planus
Catogenus planus is een keversoort uit de familie Passandridae. De wetenschappelijke naam van de soort is voor het eerst geldig gepubliceerd in 1879 door Reitter.